# Semide (Ardennes)
Semide ist eine französische Gemeinde mit 173 Einwohnern (Stand: 1. Januar 2022) im Département Ardennes in der Region Grand Est (bis 2015 Champagne-Ardenne). Sie gehört zum Arrondissement Vouziers, zum Kanton Attigny und zum Gemeindeverband Argonne Ardennaise.

## Geographie
Doe Gemeinde Semide liegt in der Trockenen Champagne, neun Kilometer südwestlich von Vouziers. Umgeben wird Semide von den Nachbargemeinden Leffincourt im Norden, Contreuve im Nordosten, Mont-Saint-Martin im Osten, Sommepy-Tahure im Süden, Liry und Aure im Südwesten, Saint-Étienne-à-Arnes im Westen sowie Machault im Nordwesten. Die Weiler Orfeuil, Baimont und La ferme de Scay gehören zum Gemeindegebiet.

## Bevölkerungsentwicklung
| Jahr                       | 1962 | 1968 | 1975 | 1982 | 1990 | 1999 | 2009 | 2015 | 2019 |
| Einwohner                  | 314  | 293  | 251  | 264  | 258  | 245  | 213  | 195  | 178  |
| Quellen: Cassini und INSEE |      |      |      |      |      |      |      |      |      |

## Sehenswürdigkeiten
- Kirche Saint-Pierre-et-Saint-Paul, erbaut im 12. Jahrhundert
- deutsche Geschützstellung aus dem Jahr 1916, Monument historique seit 1922[1]
- Kriegsgräberstätte Orfeuil

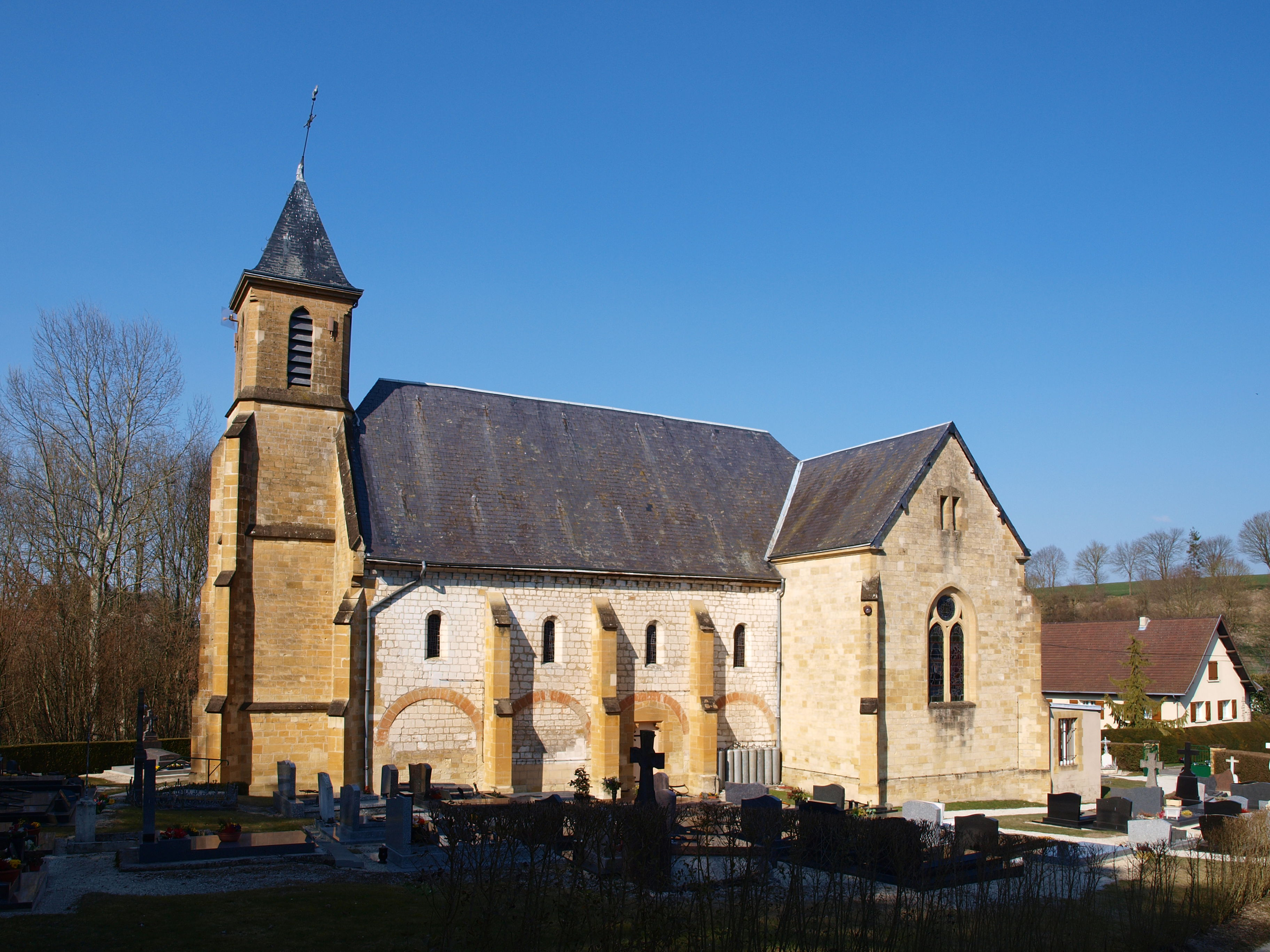
Kirche Saint-Pierre-et-Saint-Paul
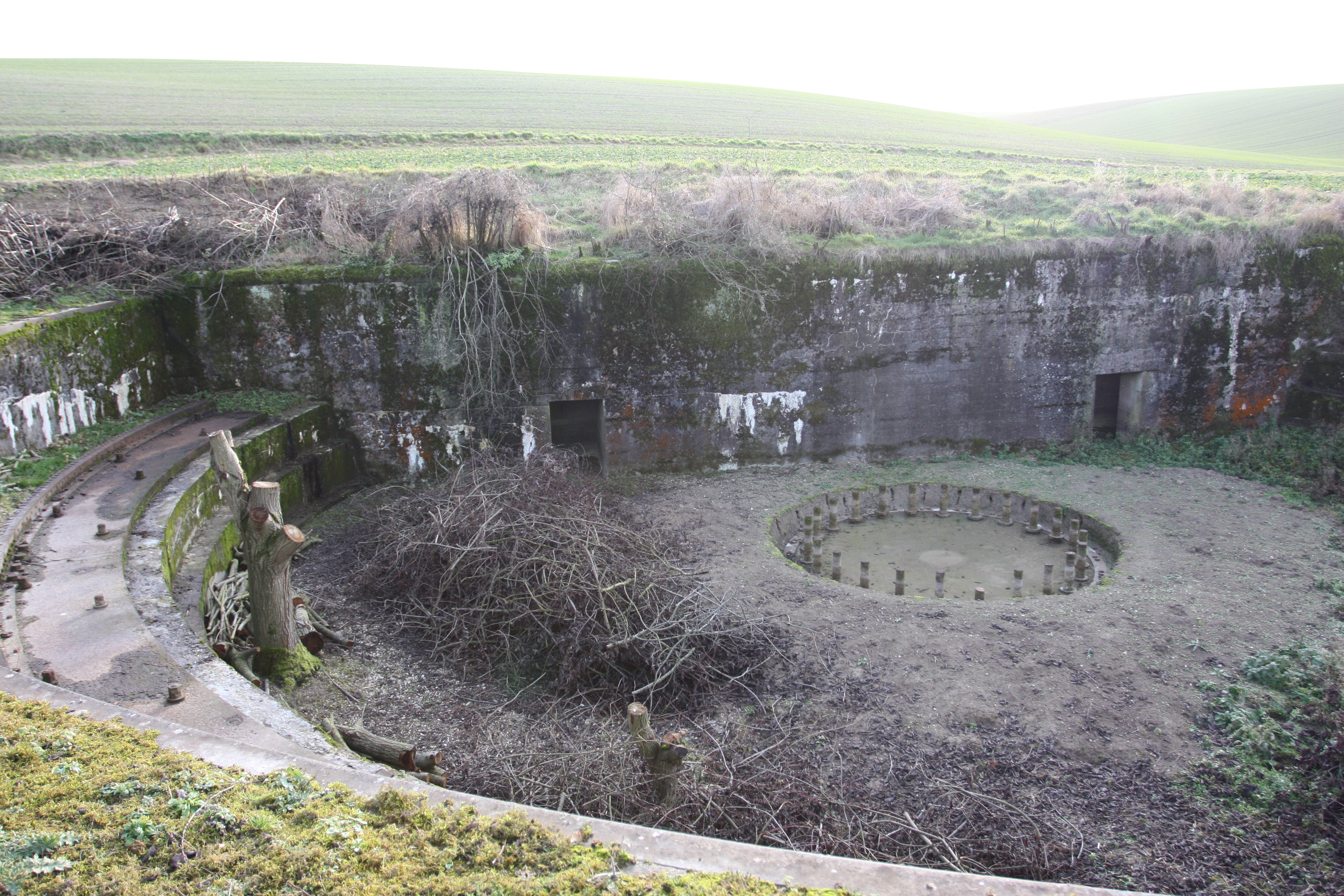
Geschützstellung
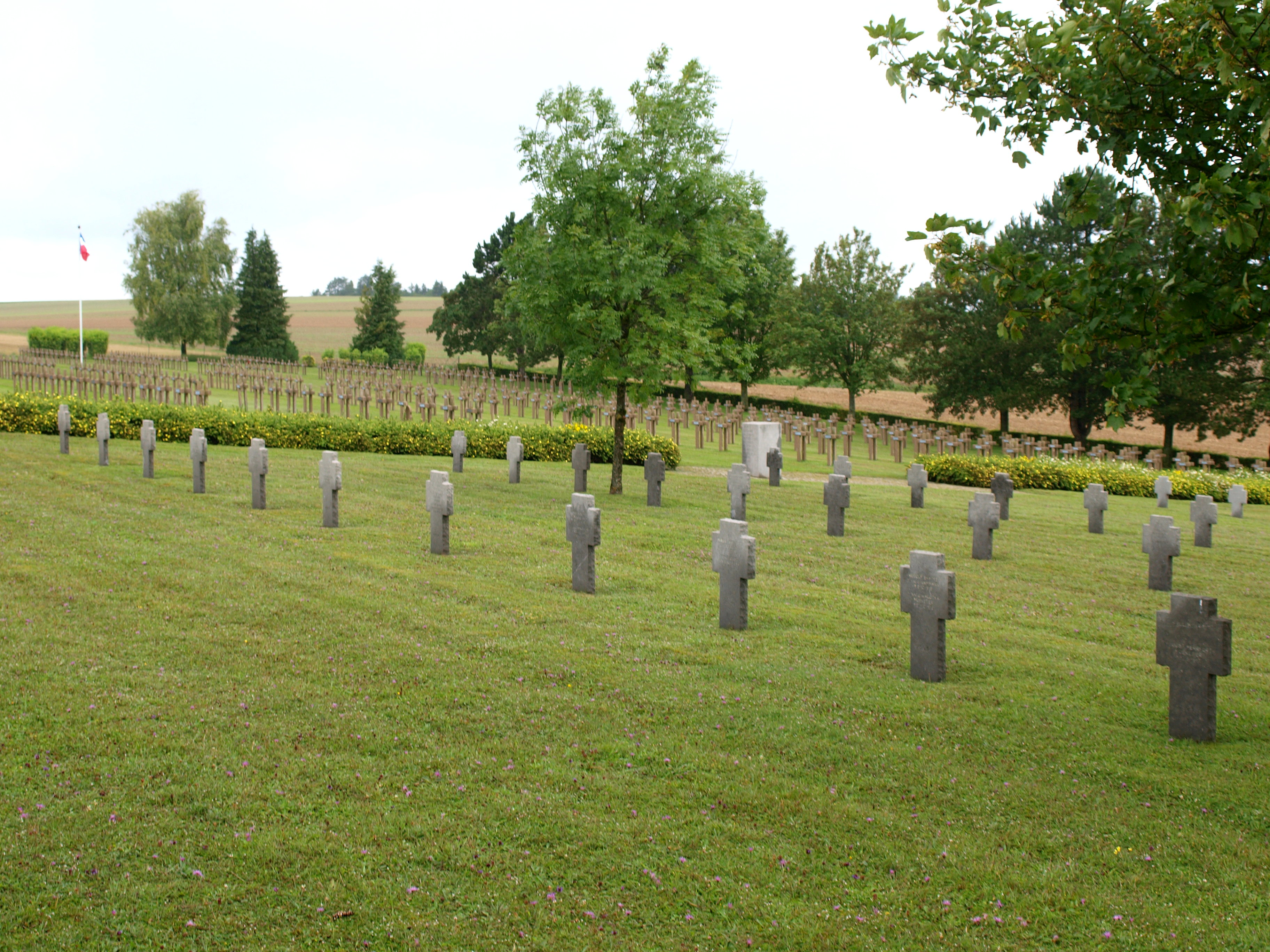
Kriegsgräberstätte Orfeuil